# آنایسی هرناندز
آنایسی هرناندز (اسپانیایی: Anaysi Hernández‎؛ زادهٔ ۳۰ اوت ۱۹۸۱) جودوکار اهل کوبا است.